# 沖岩高等学校
冲岩高等学校（チュンアム高校、 韓国語: 충암고등학교）はソウル特別市恩平区鷹岩洞の私立高校である。
沖岩囲碁道場と提携しており囲碁棋士の卒業生が非常に多い。世界タイトル獲得数世界1位の李昌鎬も卒業生である。世界戦で優勝する棋士も出ており2008年には卒業生合計段位500段を突破した。現在1000段に迫っている。また芸能人やスポーツ選手も輩出している。また、大韓民国第20代大統領選挙で第8回卒業生の尹錫悦氏（国民の力）が当選し、大統領を輩出した最初のソウル所在の高校となった。

## 学校の歴史
- 1965年 2月1日  ：沖岩学院設立に着手
- 1965年 11月15日  ：学校法人チュンアム学園設立認可、初代理事長政争の金女史就任
- 1968年 1月10日  ：12クラス（人文6、建築6）設立認可
- 1969年 3月2日  ：初代校長チュンアム異人館校長就任、第1年生240人に開校
- 1972年 2月25日  ：第1回卒業式挙行
- 1973年 12月20日  ：学校名を沖岩高校に変更。
- 1974年 12月1日  ：第2部18学級設立認可
- 1993年 6月12日  ：沖岩学園プロ棋士100段突破記念
- 1999年 2月10日  ：沖岩学園プロ棋士200段突破記念
- 2003年 7月14日  ：沖岩学園プロ棋士300段突破記念
- 2008年 5月16日  ：沖岩学園プロ棋士500段突破記念
- 2015年 9月1日  ：第18代校長ジョン・デウォン就任

## 沖岩囲碁道場
2011年設立。劉昌赫道場・梁宰豪道場・許壮会道場が合併して誕生した。さらに2015年明知道場も合併した。規模・人員面で国内最大規模。
現在80人余りが入段を目標に道場に籍を置いている。さらに入門班と囲碁教室、成人班などを加えれば囲碁を志望する人員だけで約160人程度になる。
最大の強みは沖岩高校と連係して高等教育と囲碁教育を並行して授業するという点である。仮にプロ入りに失敗しても高等学校卒業証書を得ることが出来る。韓国では、中学校進学もあきらめて囲碁に人生の全てを捧げる場合もあったが沖岩道場の場合、最小限午前授業は受けて午後から囲碁の授業をする。
現在韓国では沖岩囲碁道場、陽川テイル囲碁道場、張秀英囲碁道場、李世乭囲碁道場が国内4大道場とされている。

## 卒業生

### 政治家・軍人
- 尹錫悦（第20代大統領、第43代検察総長）
- 金龍顕（第50代国防部長官）
- 金玄権（第20代国会議員、共に民主党）

### 芸能・大衆文化
- キム・ミョンミン（俳優）
- ユン・ナム（俳優）
- ユンサン（歌手）
- イ・フィジェ（テレビ司会者、コメディアン）
- チャ・インピョ（俳優、タレント）
- タク・チェフン（歌手、芸能人）

### 野球選手
- 曺凡鉉（捕手）
- 張浩淵（投手）
- 柳志炫（遊撃手）
- 趙晟桓（二塁手）
- 朴明桓（投手）
- 張盛好（一塁手、左翼手）
- 金周燦（一塁手、中堅手）
- 洪相三（投手）
- 文聖現（投手）
- 柳志赫（内野手）
- 高佑錫（投手）

### プロ棋士
| 棋士   | 段位 | 生年 | 備考                       |
| ------ | ---- | ---- | -------------------------- |
| 許壮会 | 九段 | 1954 | 囲碁道場創立               |
| 鄭壽鉉 | 九段 | 1956 |                            |
| 姜晩寓 | 九段 | 1959 |                            |
| 梁宰豪 | 九段 | 1963 |                            |
| 崔珪昞 | 九段 | 1963 | 趙治勲名誉名人の甥         |
| 劉昌赫 | 九段 | 1966 | 世界戦優勝6回              |
| 金榮桓 | 九段 | 1970 | KIXX監督                   |
| 金承俊 | 九段 | 1973 | アジア競技大会囲碁のコーチ |
| 李相勲 | 九段 | 1973 |                            |
| 尹炫晳 | 九段 | 1974 |                            |
| 梁建   | 九段 | 1975 |                            |
| 尹盛鉉 | 九段 | 1975 |                            |
| 李相勲 | 八段 | 1975 | 李世乭の兄                 |
| 李昌鎬 | 九段 | 1975 | 世界戦優勝数世界1位        |
| 金成龍 | 九段 | 1976 | 電子ランド杯王中王戦優勝   |
| 金萬樹 | 八段 | 1977 |                            |
| 徐武祥 | 八段 | 1977 |                            |
| 白大鉉 | 八段 | 1978 | 嶺南日報所属               |
| 韓鐘振 | 八段 | 1979 |                            |
| 安永吉 |      | 1980 |                            |
| 兪在星 |      | 1980 |                            |
| 崔文墉 |      | 1980 |                            |
| 姜至省 | 九段 | 1981 |                            |
| 庾炅旻 |      | 1981 | 中環杯囲棋オープン戦優勝   |
| 李廷宇 | 九段 | 1981 |                            |
| 洪章植 |      | 1981 |                            |
| 李勇讚 |      | 1982 |                            |
| 趙漢乗 | 九段 | 1982 |                            |
| 金孝坤 |      | 1983 |                            |
| 廉正勳 | 八段 | 1983 |                            |
| 金主鎬 | 九段 | 1984 | ハンゲーム所属             |
| 朴正祥 | 九段 | 1984 | 富士通杯世界戦優勝         |
| 朴志勳 |      | 1984 |                            |
| 洪旼杓 |      | 1984 |                            |
| 金東熙 |      | 1985 |                            |
| 朴永訓 | 九段 | 1985 | 富士通杯優勝2回            |
| 元晟溱 | 九段 | 1985 | 三星火災杯世界戦優勝       |
| 金起用 |      | 1986 | BCカード杯新人王           |
| 宋泰坤 | 九段 | 1986 | 富士通杯準優勝             |
| 許映皓 | 九段 | 1986 | 三星火災杯準優勝           |
| 徐健佑 |      | 1987 |                            |
| 尹畯相 | 九段 | 1987 | 国手                       |
| 李映九 | 九段 | 1987 |                            |
| 洪性志 | 九段 | 1987 |                            |
| 金炯佑 |      | 1988 |                            |
| 劉栽豪 |      | 1988 |                            |
| 李賢虎 |      | 1988 |                            |
| 崔基勳 |      | 1988 |                            |
| 韓尚勲 |      | 1988 | LG杯世界戦準優勝           |
| 金志錫 | 九段 | 1989 | 三星火災杯優勝             |
| 朴承華 |      | 1989 | 農心杯世界戦優勝           |
| 李元道 |      | 1989 |                            |
| 李春揆 |      | 1989 |                            |
| 陳時暎 |      | 1989 |                            |
| 李泰賢 |      | 1990 |                            |
| 韓雄奎 |      | 1990 |                            |
| 姜儒澤 |      | 1991 |                            |
| 金庭賢 |      | 1991 | 韓国リーグMVP              |
| 朴廷桓 | 九段 | 1993 | 韓国ランク4年連続1位       |
| 羅玄   | 九段 | 1995 | TVアジア杯優勝             |